# Lestes barbarus
Lestes barbarus là loài chuồn chuồn trong họ Lestidae. Loài này được Fabricius mô tả khoa học đầu tiên năm 1798.

## Hình ảnh

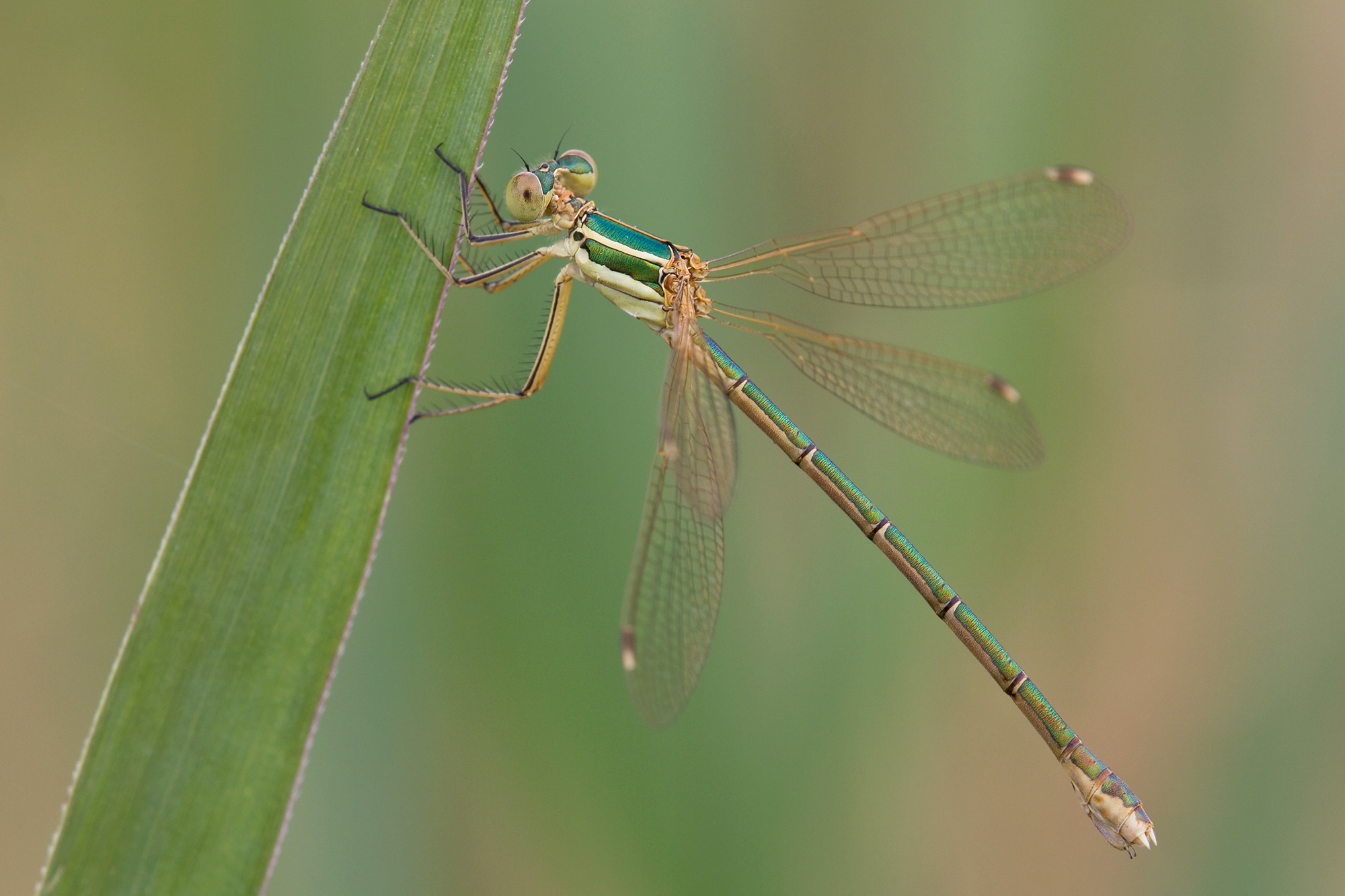
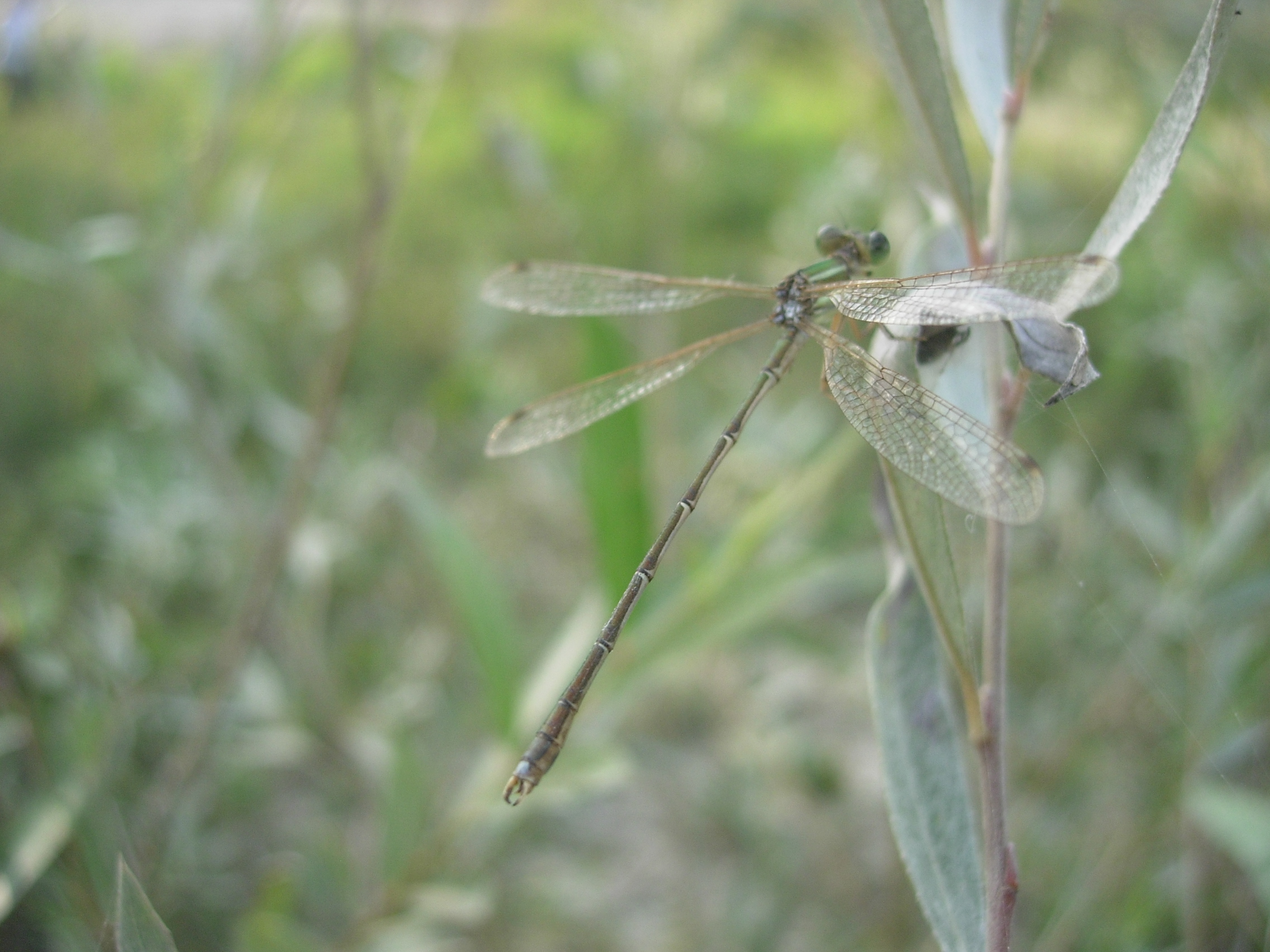
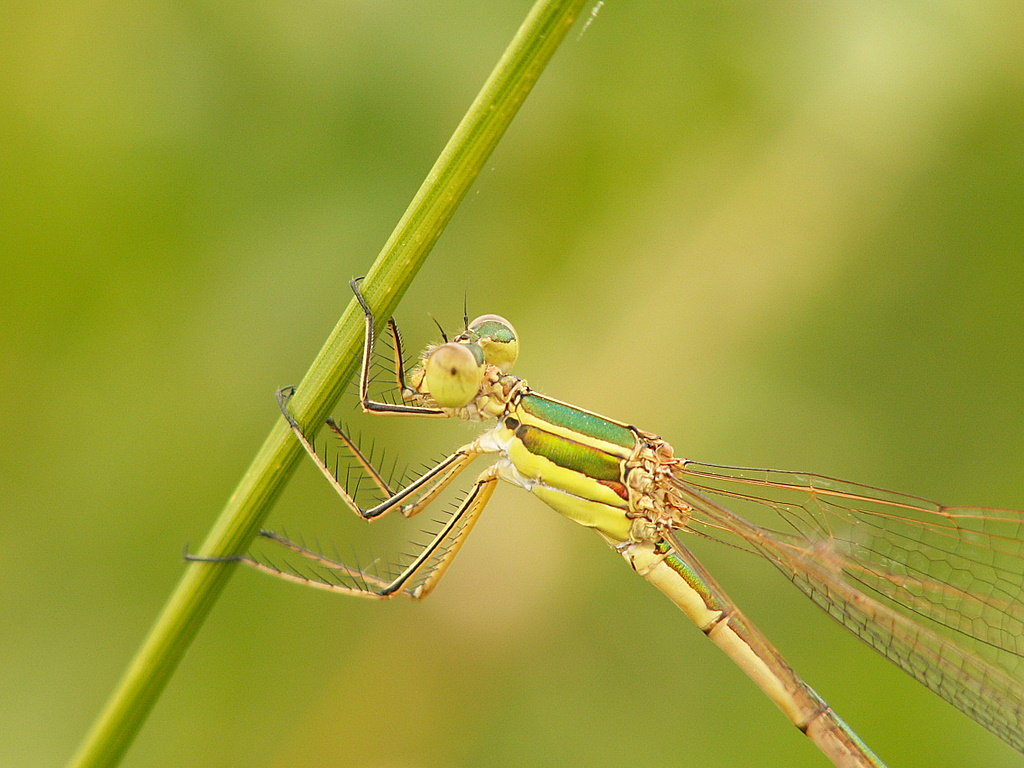
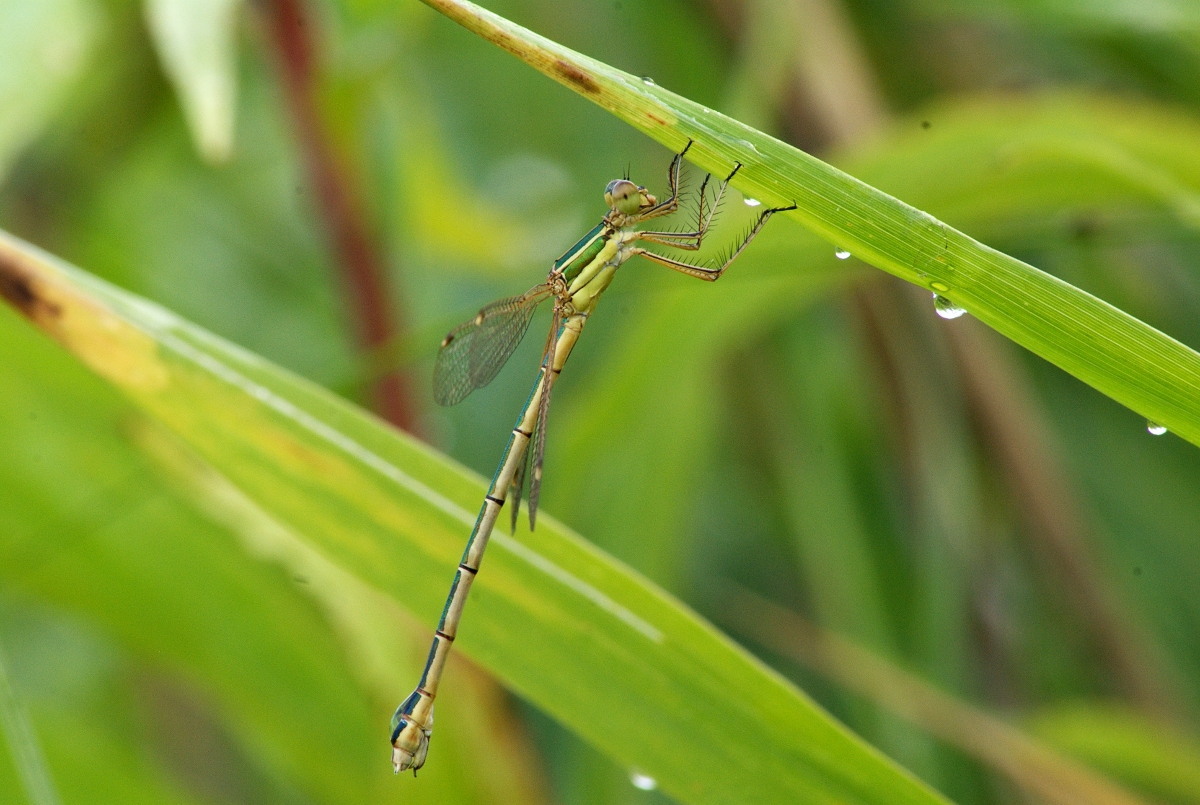